# マルチマッチングBB
『マルチマッチングBB』は、KDDIが提供していた通信対戦ゲーム向けのネットワークである。対応するゲームソフトを使用することで、ネットワークを通じて遠く離れた相手との対戦が可能。
対応機種はPlayStation 2だが、かつてはドリームキャストでも対応していた。

## 概要
2000年8月6日。カプコンとKDDI社が都内で"マルチマッチングBB"の概要発表会を行った。特徴は電話回線利用者とブロードバンド回線利用者が同じゲームで交流やプレイが行える事。従来の従量課金制のほか定額料金制を導入する事を発表した。また、カプコンのマルチマッチングBB対応タイトルのコンテンツ料金は無料となり月額のブロードバンド接続料金のみでゲームが楽しめることも発表された。
2001年6月より「マルチマッチング」としてサービス提供を開始した。
元々このサービスは、2000年3月にサービスを開始した「マッチングサービス」の発展形であり、対戦型格闘ゲームをはじめとする一対一だけでなく、レースゲームなどのマルチプレイを可能としている。
当初はアナログモデムを使用した電話回線によるネットワークであったが、2003年9月よりインターネットのブロードバンド回線に対応した「マルチマッチングBB」が開始された。アナログ回線のマルチマッチングのサービスは終了したため、2008年現在はマルチマッチングBBのみに移行している。
旧マルチマッチングは接続時間による従量制料金だったが、マルチマッチングBBはユーザーが個別にKDDIと契約し、月額の定額料金を払うことで対応ソフトを自由に遊ぶことができる。プロバイダとの契約は別に必要だが、KDDIのau one netを利用しているユーザーは割引料金で契約できる。
実質的にカプコンとSNKプレイモアの2社のゲームのみのサービスであったが、2010年9月20日でSNKプレイモアのゲームのサービスが終了。2011年6月30日をもって全サービスが終了した。
なお、本サービスで培ったノウハウは、のちにPlayStation 3/Xbox 360版『ストリートファイターIV』にて応用された

## 対応ソフト

### マルチマッチング
カプコン
- CAPCOM VS. SNK 2 MILLIONAIRE FIGHTING 2001

### マルチマッチングBB
カプコン
- アウトモデリスタ U.S.-tuned
- バイオハザード アウトブレイク
- バイオハザード アウトブレイク FILE 2
- モンスターハンター
- モンスターハンターG
- モンスターハンター2

カプコン/バンダイ
- 機動戦士Ζガンダム エゥーゴvs.ティターンズ
- 機動戦士ガンダム ガンダムvs.Ζガンダム

SNKプレイモア
- ザ・キング・オブ・ファイターズ'94 RE-BOUT
- KOF MAXIMUM IMPACT 2
- KOF MAXIMUM IMPACT REGULATION "A"
- THE KING OF FIGHTERS XI
- ザ・キング・オブ・ファイターズ ネオウェイブ
- サムライスピリッツ 天下一剣客伝
- ティンクルスタースプライツ 〜La Petite Princesse〜
- ネオジオバトルコロシアム
- NEOGEO オンラインコレクション
  1. 餓狼 MARK OF THE WOLVES
  2. 幕末浪漫 月華の剣士1・2
  3. THE KING OF FIGHTERS -オロチ編-
  4. 龍虎の拳 〜天・地・人〜
  5. 餓狼伝説 バトルアーカイブズ1
  6. 餓狼伝説 バトルアーカイブズ2
  7. THE KING OF FIGHTERS -ネスツ編-
  8. 風雲 SUPER COMBO（『風雲黙示録』、『風雲スーパータッグバトル』）
  9. ワールドヒーローズ ゴージャス
  10. THE KING OF FIGHTERS '98 -ULTIMATE MATCH-
  11. サンソフトコレクション（『ギャラクシーファイト ユニバーサル・ウォーリアーズ』、『わくわく7』）
  12. サムライスピリッツ 六番勝負

## 反響
『モンスターハンター』の大ヒットにより、2003年3月末時点におけるマルチマッチングBBの会員数は6万人を突破した。
KDDIがゲーム専門ニュースサイト「GAME Watch」に語ったところによると、最大同時接続数ならびにパッケージソフト購入者のネットワーク接続率が非常に高いとされている。
一方、Game*Sparkの秋夏は時代を先取りしすぎたゲーム特集の中で、マルチマッチングBB対応作の一つである『バイオハザード アウトブレイク』を挙げており、当時はオンラインが今（2017年）ほど広まっていなかったため、協力プレイをしたくてもできなかった人が多かったのではないかとみている。